# Campionati del mondo di BMX - Gara maschile Elite
La gara maschile Elite è una delle prove disputate durante i Campionati del mondo di BMX UCI. Fu corso per la prima volta nel 1996.

## Albo d'oro
Aggiornato all'edizione 2019.
| Anno | Vincitore         | Secondo            | Terzo                |
| ---- | ----------------- | ------------------ | -------------------- |
| 1996 | Dale Holmes       | Randy Stumpfhauser | Florent Boutte       |
| 1997 | John Purse        | Greg Romero        | Matt Hadan           |
| 1998 | Thomas Allier     | Andy Contes        | Dylan Clayton        |
| 1999 | Robert de Wilde   | Christophe Lévêque | Mario Andrés Soto    |
| 2000 | Thomas Allier     | Christophe Lévêque | Dale Holmes          |
| 2001 | Dale Holmes       | Ivo Lakuch         | Randy Stumpfhauser   |
| 2002 | Kyle Bennett      | Randy Stumpfhauser | Wade Bootes          |
| 2003 | Kyle Bennett      | Randy Stumpfhauser | Robert de Wilde      |
| 2004 | Warwick Stevenson | Christian Becerine | Bubba Harris         |
| 2005 | Bubba Harris      | Mike Day           | Robert de Wilde      |
| 2006 | Javier Colombo    | Randy Stumpfhauser | Mike Day             |
| 2007 | Kyle Bennett      | Khalen Young       | Randy Stumpfhauser   |
| 2008 | Māris Štrombergs  | Steven Cisar       | Sifiso Nhlapo        |
| 2009 | Donny Robinson    | Mike Day           | Ramiro Martin Marino |
| 2010 | Māris Štrombergs  | Sifiso Nhlapo      | Joris Daudet         |
| 2011 | Joris Daudet      | Māris Štrombergs   | Marc Willers         |
| 2012 | Sam Willoughby    | Joris Daudet       | Moana Moo-Caille     |
| 2013 | Liam Phillips     | Marc Willers       | Luis Brethauer       |
| 2014 | Sam Willoughby    | Tory Nyhaug        | Tre Whyte            |
| 2015 | Niek Kimmann      | Jelle van Gorkom   | David Graf           |
| 2016 | Joris Daudet      | Niek Kimmann       | Nicholas Long        |
| 2017 | Corben Sharrah    | Sylvain André      | Joris Daudet         |
| 2018 | Sylvain André     | Joris Daudet       | Anderson Souza       |
| 2019 | Twan van Gendt    | Niek Kimmann       | Sylvain André        |

## Medagliere
| Pos.   | Nazione       | Oro | Argento | Bronzo | Totale |
| ------ | ------------- | --- | ------- | ------ | ------ |
| 1      | Stati Uniti   | 7   | 9       | 6      | 22     |
| 2      | Francia       | 5   | 4       | 6      | 15     |
| 3      | Australia     | 3   | 1       | 1      | 5      |
| 4      | Paesi Bassi   | 3   | 3       | 2      | 8      |
| 5      | Gran Bretagna | 3   | 0       | 3      | 6      |
| 6      | Lettonia      | 2   | 2       | 0      | 4      |
| 7      | Argentina     | 1   | 1       | 1      | 3      |
| 8      | Canada        | 0   | 1       | 0      | 1      |
| 9      | Nuova Zelanda | 0   | 1       | 1      | 2      |
| 9      | Sudafrica     | 0   | 1       | 1      | 2      |
| 11     | Brasile       | 0   | 0       | 1      | 1      |
| 11     | Colombia      | 0   | 0       | 1      | 1      |
| 11     | Germania      | 0   | 0       | 1      | 1      |
| 11     | Svizzera      | 0   | 0       | 1      | 1      |
| Totale | Totale        | 24  | 24      | 24     | 72     |